# Hilderaldo Bellini
Hilderaldo Luiz Bellini, během své hráčské kariéry známý především jako Bellini (7. června 1930, Itapira – 20. března 2014) byl brazilský fotbalista. Hrával na pozici obránce.
S brazilskou reprezentací vyhrál dva světové šampionáty, mistrovství roku 1958 ve Švédsku a 1962 v Chile (na šampionátu ovšem nenastoupil). Hrál též na mistrovství světa v Anglii roku 1966. Na švédském šampionátu roku 1958 byl federací FIFA zařazen i do all-stars týmu. Celkem za národní tým odehrál 51 utkání.